# Фізеш (Селаж)
Фізеш (рум. Fizeș) — село у повіті Селаж в Румунії. Входить до складу комуни Сиг.
Село розташоване на відстані 393 км на північний захід від Бухареста, 24 км на південний захід від Залеу, 73 км на північний захід від Клуж-Напоки.

## Населення
За даними перепису населення 2002 року у селі проживали 438 осіб, з них 436 осіб (99,5%) румунів. Рідною мовою 436 осіб (99,5%) назвали румунську.